# Нок-Кунді
Нок-Кунді (урду نوک کنڈی, англ. Nok Kundi) — містечко у Пакистані, складова району Чагал у провінції Белуджистан.

## Географія
Нок-Кунді розташований на крайньому заході країни у «куті» між Афганістаном та Іраном.

### Клімат
Містечко знаходиться у зоні, котра характеризується кліматом тропічних пустель. Найтепліший місяць — липень із середньою температурою 35 °C (95 °F). Найхолодніший місяць — січень, із середньою температурою 10 °С (50 °F).
| Клімат Нок-Кунді        | Клімат Нок-Кунді | Клімат Нок-Кунді | Клімат Нок-Кунді | Клімат Нок-Кунді | Клімат Нок-Кунді | Клімат Нок-Кунді | Клімат Нок-Кунді | Клімат Нок-Кунді | Клімат Нок-Кунді | Клімат Нок-Кунді | Клімат Нок-Кунді | Клімат Нок-Кунді | Клімат Нок-Кунді |
| Показник                | Січ.             | Лют.             | Бер.             | Квіт.            | Трав.            | Черв.            | Лип.             | Серп.            | Вер.             | Жовт.            | Лист.            | Груд.            | Рік              |
| Середній максимум, °C   | 18               | 21               | 28               | 33               | 38               | 42               | 42               | 41               | 37               | 33               | 26               | 20               | 31               |
| Середня температура, °C | 10               | 14               | 20               | 25               | 31               | 34               | 35               | 33               | 29               | 24               | 18               | 12               | 23               |
| Середній мінімум, °C    | 3                | 6                | 13               | 18               | 23               | 27               | 28               | 26               | 21               | 15               | 9                | 5                | 16               |
| Норма опадів, мм        | 13               | 8                | 6                | 3                | 1                | 0                | 3                | 1                | 0                | 0                | 1                | 4                | 39               |
| ----------------------- | ---------------- | ---------------- | ---------------- | ---------------- | ---------------- | ---------------- | ---------------- | ---------------- | ---------------- | ---------------- | ---------------- | ---------------- | ---------------- |
| Джерело: Weatherbase    |                  |                  |                  |                  |                  |                  |                  |                  |                  |                  |                  |                  |                  |